# 에르키 놀
에르키 놀(에스토니아어: Erki Nool, 1970년 6월 25일~)은 에스토니아의 육상 선수, 정치인이다. 현역 시절 주 종목은 10종 경기이며, 2000년 하계 올림픽에서 금메달을 획득했다.

## 경력
당시 소련의 영역인 에스토니아 소비에트 사회주의 공화국 베로(버루) 남부의 가난한 가정에서 다섯 남매 중 3남으로 태어났다. 그의 아버지 렘비트는 가구 공장 노동자였으며, 어머니 미나는 학교 재정 담당 사무 직원이었다. 13세 때 아버지에게 체육 학교 진학을 권유 받았으며, 놀도 체육 학교에서 질이 좋은 식사가 제공되었기 때문에 이를 받아들였다. 훗날 놀은 이 당시 새 운동화를 선물로 받은 것과 매일 아침 요구르트를 먹을 수 있다는 것이 기억에 남는다고 회고했다.
1991년 에스토니아가 독립한 후 에스토니아 국적을 얻었으며, 이듬해인 1992년에 에스토니아 국가대표 선수로 발탁되었다. 그의 첫 국제 대회는 스페인 바르셀로나에서 열린 1992년 하계 올림픽이며 대회 도중 기권했다. 이후 그의 기량은 발전하여 1990년대 중반에는 세계 최고의 10종경기 선수 중 한 명이었으며, 국제 대회에서 활약하며 쌓은 부로 1997년 9월 에스토니아 최초의 사립 체육 학교를 설립하였다.
2000년 10월 오스트레일리아 시드니에서 열린 2000년 하계 올림픽 10종 경기에서 금메달을 획득하였다. 그가 여러 개인 종목에서 1위를 하지 않았어도 그의 종합 점수는 가장 높았으며, 체코의 로만 셰브렐레와 미국의 크리스 허핀스를 제치고 금메달을 가져갔다.
2005년 3월 마드리드에서 열린 2005년 유럽 실내 선수권 대회에서 12위를 기록했고 이 대회 이후로 국가대표에서 은퇴했다. 이후 체육 행정인의 길을 걸었으며 선수 은퇴한 해인 2005년부터 2017년까지 유럽 올림픽 위원회 선수 위원, 2007년부터 2011년까지 유럽 육상 연맹 이사를 지냈다. 2008년부터 2012년까지 에스토니아 올림픽 위원회 위원을 역임했으며, 2016년부터 2020년까지 다시 에스토니아 올림픽 위원회 위원으로 일했다.
한편 정계에 진출하여 2007년 3월 4일 이사마당 소속으로 에스토니아 의회 의원이 되었으며 2015년까지 의원직을 유지했다.

## 수훈
- 에스토니아 적십자 훈장 1등급(2001년)